# 薩尼布雷 (加利福尼亞州)
薩尼布雷（英語：Sunny Brae）是位於美國加利福尼亞州洪堡縣的一個非建制地區。該地的面積和人口皆未知。

## 地理
薩尼布雷的座標為40°51′29″N 124°03′59″W / 40.85806°N 124.06639°W，而該地的平均海拔高度為16米（即52英尺）。